# Tomasz Stolc
Tomasz Stolc (ur. 14 kwietnia 1999 w Kościerzynie) – polski siatkarz, grający na pozycji przyjmującego. Od sezonu 2018/2019 jest zawodnikiem Olimpii Sulęcin.
Jego starszy brat Sławomir, również jest siatkarzem.

## Sukcesy reprezentacyjne
Mistrzostwa EEVZA U-17:
- 2015[3]